# 810 a.C.

## Eventos
- Início do reinado de Adadenirari III, rei da Assíria, reinou até 783 a.C.[1][Nota 1]